# Roper, North Carolina
Roper är en ort i Washington County i delstaten North Carolina, USA.